# Акутагава, Ясуси

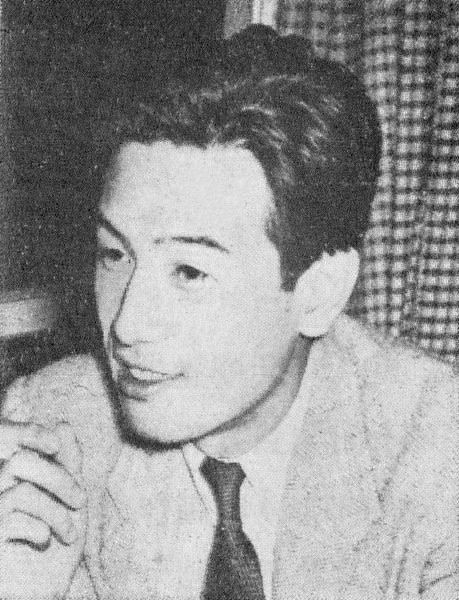
Ясуси Акутагава

Ясу́си Акутага́ва (яп. 芥川也寸志, 12 июля 1925, Токио — 31 января 1989, там же) — японский композитор и дирижер.

## Биография
Родился и вырос в Табата, Токио. Сын писателя Рюноске Акутагава.
В 1943-1949 годы учился в высшей музыкальной школе в Токио (англ. Tokyo Conservatory of Music), изучая композицию, дирижирование и игру на фортепиано. Его учителям были Кунихико Хасимото и Акира Ифукубэ.
В 1953 году написал музыку к награжденному «Золотой Пальмой» и «Оскаром» фильму «Врата ада» режиссера Тэйносукэ Кинагаса.
В 1954 году, когда Япония не имела дипломатических отношений с СССР, нелегально въехал в СССР, где завел дружбу с Дмитрием Шостаковичем, Арамом Хачатуряном и Дмитрием Кабалевским. В то время Акутагава был единственным японским композитором, чьи произведения были легально изданы в СССР. Произведение Акутагавы Music for Symphony Orchestra (1950) отражает его любовь к музыке Шостаковича и долг перед великими саундтреками советских фильмов.
С 1956 года дирижировал симфоническим оркестром, а в 1969 году стал дирижером «Нового симфонического оркестра» (англ. Shin Kokyo Gakudan). В 1970 году был избран секретарем Союза японских композиторов.
Создавал эклектичную музыку, в основном оркестровую (например, «Музыка для оркестра» 1950-х годов, «Триптих для струнного оркестра» 1953, «Симфония Erolla» 1958, «Gangaku no tame no iga для струнного оркестра» 1966), а также камерную («Музыка для струнных», 1962), музыку для балета и спектаклей. В музыке Акутагавы видно влияние советских композиторов Дмитрия Шостаковича и Арама Хачатуряна, с которыми он поддерживал личное знакомство, а также Сергея Прокофьева и Акиры Ификубэ.
Входил в «Группу трёх» наряду с Икама Дан и Тосиро Маюдзуми. Был популярным ведущим ТВ шоу. Как педагог посвятил себя обучению любительского «Нового симфонического оркестра»: в 1976 году Акутагава и оркестр стали лауреатами музыкальной премии Синтори[en].
Почти через год после смерти Акутагавы, в 1990 году в память о нём была создана «Композиторская премия имени Акутагавы» (англ. Akutagawa composition award).

## Некоторые работы

### Опера
- Орфей в Хиросиме (ранее "Темное зеркало"), текст Кэндзабуро Оэ (1960, пересмотрен в 1967)

### Симфонические работы
- Прелюдия для симфонического оркестра (1947);
- Trinita Sinfonica (1948);
- Toccata (1949);
- Musica per Orchestra Sinfonica (Музыка для симфонического оркестра) (1950);
- Триптих для струнного оркестра (1953);
- Prima Sinfonia (Симфония № 1) (1954, переработана в 1955);
- Divertimento (1955);
- Симфония для детей "Звезды-близнецы" для детского хора и оркестра, текст Кэндзи Миядзавы (1957);
- Симфонический оркестр Эллоры (1958);
- Marcia in Do для духового оркестра (1959);
- англ. Negative Picture для струнного оркестра (1966);
- Ostinata Sinfonica (1967, переработана в 1970);
- Concerto Ostinato для виолончели с оркестром (1969);
- Rapsodia per Orchestra  (1971);
- Concerto Ostinato для Yamaha GX-1 с оркестром (1974);
- Колыбельная Акиты для скрипки с оркестром (1977);
- Poipa no Kawa to Poipa no Ki для диктора и оркестра, текст Эрико Кисиды (1979);
- Allegro Ostinato (1986);
- Звуки для органа с оркестром (1986);
- Баллада на тему Годзиллы (1988) - посвящается Акире Ифукубэ;
- Inochi, для хора и оркестра (1988);

### Балет
- Потерянный рай (1950);
- Сон под озером (1950) - утрачен;
- Каппа (1951) - по мотивам рассказа «В стране водяных» Рюноскэ Акутагавы;
- Пламя...звезда (яп. 炎も星も) (1953) - утрачен;
- Паутинка (1968) - по мотивам одноимённого рассказа Рюноскэ Акутагавы;
- Луна (1981);

### Инструментальные работы
- Фортепианное трио (1946);
- Струнный квартет (1948);
- La Danse для фортепиано (1948);
- Shajin-Shu для сопрано и фортепиано, текст Харуо Сато (1949);
- Баллада для скрипки и фортепиано (1951);
- Фантазия для микрофона, магнитофонная музыка (1953);
- Nyambe для арфы, челесты, бас-кларнета, 4 альтов, 2 виолончелей и контрабаса (1959);
- Музыка для струнных № 1, для 4 скрипок, 2 альтов, 2 виолончелей и контрабаса (1962);
- 24 прелюдии: Фортепианные пьесы для детей (1979);

### Музыка к фильмам
- Там, где видны фабричные трубы;
- Врата ада (1953);
- Сверстники (1955);
- англ. The Hole (1957);
- Полевые огни (1959);
- англ. Her Brother (1961);
- Нулевой фокус (1961);
- англ. Ten Dark Women (1961);
- англ. Being Two Isn't Easy (1962);
- англ. The Broken Commandment (1962);
- англ. Alone Across the Pacific совместно с Тору Такэмицу (1963);
- Картины ада (1969);
- англ. Mount Hakkoda (1977);
- англ. Village of Eight Gravestones (1977);
- Демон (1978);
- англ. The Incident (1978);
- англ. Suspicion (1982);

### Музыка к радиоспектаклям и аниме
- Эрико Томони (1949);
- Сорок семь ронинов (1964);
- История сердца: школа любви (1981) - вступительная и финальная темы;
- Бэнкэй (1986) - вступительная тема.